# The Ride Majestic
The Ride Majestic är ett musikalbum från 2015 av Soilwork.

## Låtlista
1. The Ride Majestic	4:09
2. Alight In The Aftermath	3:47
3. Death In General	4:59
4. Enemies In Fidelity	4:16
5. Petrichor By Sulphur	5:11
6. The Phantom	3:57
7. The Ride Majestic (Aspire Angelic)	4:46
8. Whirl Of Pain	5:02
9. All Along Echoing Paths	4:21
10. Shining Lights	3:43
11. Father And Son, Watching The World Go Down	5:42